# Scarus rivulatus
Scarus rivulatus is een straalvinnige vissensoort uit de familie van de papegaaivissen (Scaridae). De wetenschappelijke naam van de soort is voor het eerst geldig gepubliceerd in 1840 door Valenciennes.